# Ceratomyxa ramosa
Ceratomyxa ramosa is een microscopische parasiet uit de familie Ceratomyxidae. Ceratomyxa ramosa werd in 1908 beschreven door Averintzev. 